# Tripleta de aur
Tripleta de aur este o nuvelă cu tematică sportivă scrisă de Eugen Barbu.

## Acțiunea

### Expozițiune
Nuvela se deschide cu prezentarea arenei pe care tocmai s-a jucat un meci de fotbal. Descrierea este făcută din persepectiva lui Luca, noul antrenor al uneia dintre echipele care au ieșit de pe teren, echipa silozului Steaua: „Pe treptele tribunelor goale, vântul purta hârtii umezite. Meciul abia se terminase. […] Arena era cam neîngrijită, totul părea putred, gata să se prăbușească. […] Tribunele de lemn cu trepte sparte, prin care se vedeau căpriorii cătrăniți, se terminau cu o peluză naturală de piatră. În ea fuseseră săpate trepte. Așa, spălate de apă, păreau foarte albe ”.
Situația echipei nu era una dintre cele mai bune. Meciul jucat s-a terminat cu victoria lor, dar uneori o victorie nu este de ajuns; ei aveau nevoie de o diferență de patru goluri pentru a-și menține locul în clasament, dar nu au obținut decât o victorie de 1-0. Astfel, starea de spirit a jucătorilor era una proastă, cu atât mai mult cu cât realizau că victoria aceasta s-a transformat mai degrabă într-o pierdere: „În lumina unui bec gălbui așezat prea sus, văzu fețele triste ale jucătorilor. Nimic nu este mai deznădăjduitor decât o victorie fără rezultat. Cineva înjură cu o voce groasă. Câțiva își scoaseră tricourile care miroseau a nădușeală, și în gesturile făcute se ghicea o silă fără margini ”. Luca a asistat la primul schimb de impresii dintre jucători și a observat că unul dintre ei, poreclit „Le știe”, a încercat să arunce vina asupra colegilor săi: „m-am săturat de atâtea gioarse care nu știu să dea un pas, să-ți puie o minge... ”. Lucrul observat de viitorul antrenor a fost însă cu totul altul: motivul pentru care nivelul echipei era atât de scăzut era acela că nu jucau ca o echipă, ci erau jucători individualiști. În acestă categorie se încadra mai ales „Le știe” care, „știa să conducă balonul, să facă o fentă, să se demarce, să paseze. Săvârșea o singură greșeală și aceea fatală: își închipuia că poate obține singur ceea ce ar fi putut realiza colaborând cu alții. „Le știe” era tipul jucătorului individualist pe care fotbalul modern era pe cale să-l desființeze, moștenirea veche de care unii căutau să scape ”.

### Intriga
Aceste gânduri ale lui Luca au fost întrerupte de apariția tovarășului Mangîru, directorul silozului Steaua și, implicit, al echipei de fotbal. După s-au cunoscut, cei doi au pornit spre locuința directorului unde au avut o discuție legată de starea echipei și de cauzele care au dus la retrogradare. În acest context, Luca și-a exprimat deschis concluziile trase după meciul de fotbal la care a asistat și el: „Cred că echipa dumneavoastră practică un fotbal străvechi […], pe care eu îl aseamăn cu acei doctori care nu mai citesc nimic după ce au primit diploma de medic, rămânând la metodele vechi. Pe urmă chiar jucătorii despre care ai pomenit dumneata nu mi s-au părut din cale afară de utili. I-am urmărit pe cei doi interi […]: amândoi, e adevărat, posedă o tehnică ridicată, dar joacă de capul lor, uitând că într-o echipă sunt unsprezece jucători, nu unul ”. Luca, atât datorită tinereții lui, cât și datorită convingerilor sale, a hotărât să repună echipa pe picioare și să o readucă în divizia B, și aceasta fără meciuri cumpărate și fără „pile la federație ” – metodele propuse de directorul Mangîru.

### Desfășurarea acțiunii
În ziua următoare Luca a vizitat tot târgul C... și apoi a plecat împreună cu Mangîru la siloz unde i s-au făcut formele de angajare. Puțin mai târziu l-a întâlnit pe fostul antrenor, Petrescu, de la care a preluat carnetele jucătorilor, echipamentele și biroul. Aflat sub influnța alcoolului, Petrescu a început să-i prezinte lui Luca viața extraordinară pe care a dus-o în tinerețe, fotbalist fiind. Revolta lui se îndrepta acum înspre noul regim care încerca să introducă amatorismul pe arenele sportive: „Ce timpuri, domnule, ce timpuri ... Ce bani se câștigau, ce femei, ce chefuri ... […]. Acum, e mai greu. Au venit ăștia, au strâns șurubul. Nu mai merge. Cu mine e altceva, dacă nu curge, pică – vorba românului. Oricât ar vrea ei, nu se poate domnule! Amatorismul e o inepție. O inepție, înțelegi? Fără interesul pe care-l stârnește francul, fotbalul e ca un motor lipsit de benzină … ”. Luca nu împărtășea însă convingerile fostului antrenor și începu să simtă „o milă stupidă pentru omul bătrân de lângă el ”.
În aceeși zi Luca l-a întâlnit și pe Moșa Mariankovici, președintele colectivului sportiv al silozului Steaua, și a avut pentru prima dată ocazia să-l asculte pe acesta povestind despre evenimentele sportive la care a luat parte cu ani în urmă. Acest personaj „în care autorul a cristalizat reale calități de umorist, face ca întreaga conjunctură de interese și pasiuni dezlănțuite, să îmbrace o haină de jovialitate și bonomie. Pălăvrăgiala sa despre nemaipomenitele calități fotbalistice pe care le-ar fi avut în tinerețe, prilejuiește autorului posibilitatea inserărării în context a numeroase nume de celebrități pe care le-a cunoscut fotbalul în istoria sa ”.

În zilele care au urmat, Luca l-a mai întâlnit pe Petrescu. Acesta din urmă, dorind să fie prietenos, i-a enumerat noului antrenor modalitățile de petrecere a iernii în târgul C... ; desigur că la loc de cinste în lista lui Petrescu erau așezate cârciuma Văduva și cafeneaua Picioare multe. Petrescu era surpins de modul în care privea Luca lucrurile, dar la început a pus totul pe seama avântului tineresc. Când a înțeles însă că noul antrenor era comunist, bătrânul și-a dat seama că opiniile lui sunt bazate pe convingeri puternice care nu pot fi schimbate ușor. Văzând starea în care a ajuns omul din fața lui, Luca își aminti de venerația cu care îl privea în anii copilăriei; sportivul celebru de altădată a ajuns însă un „bătrân scârbos, care nu făcea altceva decât să murdărească cu balele lui totul împrejur. O târâtoare de care la început îi fusese milă... ”. În această atmosferă , cei doi s-au despărțit, pornind pe două drumuri diferite care nu aveau să se întâlnească niciodată.
Pentru puțin timp, Luca a rămas singur în birou, privind dezordinea rămasă în urma lui Petrescu. Apoi, împreună cu Fane – Mahomed – care apăruse între timp – s-au apucat să facă ordine, iar până seara au schimbat cu totul înfățișarea vechii încăperi. De la Fane, Luca a aflat numele jucătorilor, le-a scris pe etichete și a repartizat pentru fiecare o boxă unde să-și țină echipamentul. Următorul pas în reforma pe care Luca a decis să o facă a fost organizarea unei ședințe în care să se discute starea echipei și să-și prezinte planul de lucru pentru anul următor.
La ședință au fost prezente majoritatea persoanelor care erau implicate direct în sport; lipseau doar câțiva jucători care, în urma retrogradării, amenințau cu plecarea. S-au atins multe probleme delicate și cei din comitetul sportiv și-au recunoscut greșelile. Una dintre probleme era cea a jucătorilor care nu sunt angajați la siloz. În această situație se aflau „Le știe”, „Inimă de porumbel” și Mucală: ei se considerau jucători profesioniști, iar fotbalul era meseria lor și nu voiau să audă de angajare. După ce fiecare membru al colectivului de conducere a luat cuvântul, a venit rândul lui Luca. Acesta a precizat faptul că lucrurile nu mai puteau continua în același fel și că trebuie făcute o serie de schimbări. De asemenea a cerut celor care aveau intenția să plece să anuțe acum, pentru a ști care este numărul jucătorilor pe care se puteau baza. Colectivul de conducere s-a speriat că vor rămâne fără jucători, dar Luca i-a liniștit spunându-le că nu va pleca nici măcar unul dintre jucători pentru simplul motiv că nu aveau unde să se ducă.
Primul pe care Luca l-a atras de partea lui a fost Mucală. Acesta i-a reparat antrenorului soba din birou și cu ocazia aceasta au stat și puțin de vorbă. Mucală era priceput la multe lucruri și era un om de treabă, iar Luca a știut cum să-l ia: i-a arătat că are încredere în el și că se gândește să-l facă șef de lucrări la renovarea stadionului. Măgulit de încrederea pe care i-a acordat-o antrenorul, Mucală s-a atașat de acesta și a încercat să-i îmbuneze și pe ceilalți doi, „Le știe” și „Inimă de porumbel”: „Îmi place de dumneata că ești șiret... ” Astfel, după ce i-a reparat soba, Mucală s-a oferit să și zugrăvească biroul .

### Punctul culminant
Toate aceste pregătiri s-au făcut pentru prima ședință teoretică a echipei de fotbal. Mucală și ceilalți doi prieteni ai lui nu au fost prezenți, dar ședința s-a desfășurat foarte bine și fără ei. Luca le-a făcut un scurt istoric al fotbalului și i-a cucerit pe toți prin lucrurile pe care le știa și prin felul lui de a fi. Apoi, Luca le-a adus la cunoștință hotărârea de a transforma podul clădirii în sală de antrenament, iar după ce a primit asigurări că plafonul va rezista, au fixat data de începere a lucrărilor în două zile. Cel care a dat dovadă de cea mai multă dăruire în reamenajarea podului a fost Mucală. Acesta a anunțat pe fiecare în parte, pe unii chiar i-a scos din pat și a preluat conducerea lucrărilor. Toți au fost surprinși de schimbarea lui, iar el spunea tuturor că-i e rușine de antrenor pentru că acesta i-a spus că are încredere în el. Efortul lui a fost încununat de succes pentru că podul era acum atât de schimbat încât Luca a fost foarte surprins și l-a lăudat din nou pe Mucală.
Sosirea primăverii era un eveniment foarte așteptat de jucători. După săptămâni de antrenament în sala de gimnastică din pod, băieții abia așteptau să iasă pe teren. La unul dintre antrenamente s-au pomenit și cu „Le știe” și „Inimă de porumbel” care au cerut permisiunea să joace și ei, deși până acum nu au fost la nici un antrenament. Luca le-a dat voie să participe la antrenamente, dar le-a spus că în campionat nu vor putea juca deoarece nu sunt angajați în producție. De asemenea, cei doi au fost avertizați că nu vor primi bani pentru că joacă fotbal și nici haine noi ca pe vremea lui Petrescu. Cei doi prieteni împreună cu Mucală erau cei mai buni jucători ai echipei și erau numiți „tripleta de aur”. Acesta a fost motivul pentru care aceștia nu au putut să creadă că măsurile luate de Luca se vor aplica și în cazul lor: se credeau de neînlocuit. Când au înțeles că lucrurile nu stăteau așa cum s-au așteptat, au căzut pe gânduri și nu s-au simțit bine în mijlocul celorlalți jucători care începeau să devină o adevărată echipă.

### Deznodământul
Cu venirea primăverii au început și lucrările de renovare a stadionului. Unele antrenamente erau înlocuite cu muncă voluntară în acest sens, iar jucătorii aveau datoria să fie prezenți . „Le știe și „Inimă de porumbel” au fost și ei prezenți, dar nu au muncit împreună cu ceilalți jucători, ci au stat pe iarbă și au privit. Mucală, supărat pe cei doi, a cerut directorului Mangîru să le taie masa de la cantină dacă nu vor să facă nimic. Acesta s-a dus la cei doi și, vorbindu-le aspru, i-a pus să muncească. Și el era supărat pe cei doi jucători, dar se temea să le vorbească prea dur, pentru a nu-i pierde. Încet, încet, cei doi deveneau conștienți atât de faptul că li s-a terminat cu binele la echipa Steaua, dar și de faptul că nu aveau unde să plece în altă parte.
Încă de la primele antrenamente, Luca a început să-i învețe să alerge corect. Jucătorii nu făceau exercițiile de atletism cu plăcere, ei doreau să joace fotbal, dar Luca le-a explicat că mai întâi trebuie să învețe să alerge și să respire corect. I-a fost greu lui Luca să-i disciplineze și să-i facă să-i asculte ordinele, dar încetul cu încetul, jucătorii jucătorii s-au obișnuit cu noul lor antrenor. Nu era un lucru ușor să faci o echipă din oameni atât de diferiți, iar Luca era conștient de acest lucru. Astfel, el se străduia să facă antrenamentele cât mai variate și să folosească metode cât mai actuale, pentru a spori interesul jucătorilor.
Nu mai trecu mult timp și „Le știe” și „Inimă de porumbel” au venit din nou la unul dintre antrenamente. Luca le-a dat echipamentele și i-a întrebat dacă s-au hotărât să intre în producție. Vestea că cei doi s-au angajat s-a răspândit repede și toți suporterii s-au bucurat de reîntregirea tripletei de aur a echipei Steaua.
Nuvela abordează, după cum am mai spus, o temă cu o istorie săracă în literatura română. Textul este bogat în termeni specifici sportului cu balonul rotund, iar claritatea și cursivitatea lui îl fac accesibil. Nuvela, datorită acestei cursivități în prezentarea fabulei, dă impresia de proiecție cinematografică. Acest sentiment este potențat și de oralitatea stilului, date de accentele umoristice și de autenticitatea limbajului. Umorul este realizat în nuvela lui Barbu prin limbajul personajelor, prin poreclele lor, precum și prin modul în care le place șă-și prezinte trecutul încununat de succese extraordinare (Petrescu, Moșa Mariankovici).
Este de remarcat influența pe care partidul o exercită în viața muncitorului, până în cele mai mici detalii ale modului de petrecere a timpului libre. De asemenea trebuie observat și faptul că nici unul dintre jucătorii echipei Steaua nu este legat de o familie. Această entitate este nulă în nuvela Tripleta de aur. Viața jucătorilor se desfășoară între munca la siloz și practicarea fotbalului.

## Personajele
Personajele construite de Barbu sunt foarte variate, iar mediul din care majoritatea dintre ele provin a dat o mare libertate de creație autorului. Acest fapt a fost precizat și de Al. Hanță într-o recenzie făcută nuvelei la aproximativ un an de la apariție: „Căutând să explice insuccesele „tripletei”, Eugen Barbu construiește o galerie întreagă de personaje. Faptul că mai toți jucătorii echipei au o proveniență socială interlopă […] îi permite scriitorului zugrăvirea unor situații pline de viață, de frământări și ciocniri aprinse, iar prin intermediul limbajului să reliefeze un comic suculent și de bună calitate. Fiecare personaj are profilul lui, viața sa proprie. Numai fotbaliștii echipei Steaua sunt caracterizați de aceeași particularitate comună: fobia muncii ”. Totuși, cu venirea noului antrenor Luca, lucrurile se schimbă și astfel, personajele din această nuvelă a lui Barbu se încadrează în tipologia personajului socialist care, sub influența unui factor extern, se transformă în imaginea idilică a socialistului iubitor de muncă și de unitate.